# 王占宝
王占宝（1961年—），男，江苏盐城人，籍贯上海，中华人民共和国教育家，中共党员。曾任上冈中学校长，南京市第十三中学校长，南京师范大学附属中学校长，深圳中学校长，深圳科学高中校长。
在深圳中学进行了一系列改革，虽然使得学校重点率上升，但被部分学生和教育界人士批评为“应试教育复辟”。
2016年2月，王占宝因身体原因请辞深圳中学校长，获准提前退休。3月，回到南京担任江北新区新建国际学校南京汉开书院院长。

## 生平
王占宝出生于1961年，籍贯上海。曾经就读于盐城市建湖县上冈中学和盐城师范专科学院。
1982年毕业后任教于上冈中学，逐步升职直至1993年出任该校校长，在此期间给上冈中学的教师和学生留下深刻印象。
1998年调动至南京市第十三中学出任教师，1999年出任该校校长。
2001年6月21日接任南京师范大学附属中学校长。
2010年3月，经过一个由8名专家组成的委员会的遴选，王占宝作为人才引进深圳，就任深圳中学校长，引发了两地媒体的关注。
此后，王占宝提出了“建设学术性高中，培养创新性人才”以及“增强学术素养，培养专业精神，提高审美情趣”等口号和目标并进行了大刀阔斧的改革，包括重组学生会、取消走课制等，使得深圳中学的重点率由出任校长时的65%提升到81.85%，录取分数线亦相对上升。但是却被部分学生和教育界人士批评为“走应试教育的回头路”甚至是“应试教育复辟”。2012年更有学生公开发表题为《我，深中，教书育人》的万言书指责王占宝淡化自由气氛和公民气质。
2012年3月王占宝创立了深圳科学高中并出任校长，意图打造中国第一所科学高中。2014年4月29日，深圳市教育局决定，王占宝不再兼任深圳科学高中校长一职，原深圳市教育科学研究院院长尚强转任该校校长。
2016年2月19日，因自身健康及回乡照料三位九旬长辈的原因，深圳市教育局免去王占宝的深圳中学校长职务，办理提前退休手续。
2016年3月26日，创办南京汉开书院，后陆续创办淮安汉开书院、盐城汉开书院、深圳汉开数理高中等民办学校。

## 注脚
1. ↑  这里指的是相对于深圳市的其他学校。2009年深圳中学的录取分数线比深圳外国语学校低16分，比深圳实验学校低10分，[14]到了2013年深圳中学的录取分数线超过了其他学校成为深圳市第一[15]